# Sidney Verba
Sidney Verba (* 26. Mai 1932 in New York, NY, USA; † 4. März 2019 in Cambridge, Massachusetts) war ein US-amerikanischer Politologe. Er hatte bis 2007 die Carl-H.-Pforzheimer-Professur an der Harvard University inne.
Verba ist Autor und Mitverfasser mehrerer Bücher zur amerikanischen Politik, der vergleichenden Politikwissenschaft und der politischen Soziologie. 1994 wurde er zum Präsidenten der American Political Science Association (APSA) gewählt. Er war Mitglied der National Academy of Sciences, der amerikanischen Kunstakademie, und des Zentrums für Fortgeschrittene Studien in den Verhaltenswissenschaften. Er war Vorsitzender des Politikkomitees im Soziologie-Forschungsrat und des Komitees für Internationale Konflikte. Seine Forschungsinteressen beinhalteten den Zusammenhang zwischen politischer und sozialer Ungleichheit, politischer Beteiligung der Massen und politischen Ideologien von Massen und Eliten. Verba war außerdem von 1984 bis 2007 Direktor der Harvard-Universitätsbibliothek.

## Projekte
Sidney Verba leitete an der Universität Harvard in Zusammenarbeit mit Google Inc. das „Google Book Search Library Project“. In dessen Rahmen wird die Bildung einer digitalen Datenbank der fünf größten Bibliotheken in den Vereinigten Staaten und Großbritannien ermöglicht. An diesem Projekt nehmen unter anderem die University of Michigan, Stanford University, New York Public Library und University of Oxford teil. Es ist geplant, über 15 Millionen  Bücher in diese Datenbank einzuspeisen. Obwohl es mehrere gerichtliche Klagen wegen Urheberrechtsverletzungen gibt, ist das Projekt seit längerem auf Erfolgskurs.

## „Civic Culture“
Eines der bedeutendsten Werke von Sidney Verba ist das Buch „Civic Culture“, welches er 1963 zusammen mit Gabriel Almond veröffentlichte. Im Verlauf der Studie wurden über 5.000 Personen in den Vereinigten Staaten, Großbritannien, Deutschland, Italien und Mexiko zu Problemen von Demokratie und politischer Partizipation befragt. Da zu jener Zeit vor allem politische Institutionen und Eliten im Mittelpunkt der politikwissenschaftlichen Betrachtung standen und im Anschluss an die damals einsetzende Behavioralismus-Forschung, richteten Verba und Almond ihren Blick vor allem auf das individuelle Verhalten und seine determinierenden Faktoren. Sie traten der ihrer Meinung nach zu simplizistischen Theorie der rationalen Entscheidung entgegen, welche das Verhalten von Menschen allein nach nutzenmaximierenden Überlegungen zu erklären versucht.
Dieses Modell, das von zwei idealtypischen Arten von Bürgern ausgeht, zum einen dem aktiven Bürger, der durch besonderes politisches Engagement und sorgfältige Informationsbeschaffung und -auswertung eine erfolgreiche Demokratie ermöglicht, zum anderen dem passiven Bürger, dem schlecht informierten Nichtwähler, der eine schwache Demokratie hervorruft, kritisieren die Autoren. Sie setzten ihm den Begriff der „civic culture“ entgegen.
Um die Lage in den untersuchten Ländern zu vergleichen, wurden drei Arten von politischer Kultur unterschieden:
- die parochiale Kultur, in der sich die Bürger nur für das interessieren, was in ihrer Nähe geschieht
- die Untertanenkultur, in der die Bürger der Regierung gehorchen, solange die Leistung des politischen Systems stimmt
- die Kultur der Teilhabe, in der die Partizipation der Bürger erwünscht ist und auch stattfindet.

Als Ideal sehen Almond und Verba die oben erwähnte „civic culture“, die eine Mischung dieser drei Typen darstellt. Die Bundesrepublik wurde eher als Untertanenkultur eingestuft, Mexiko als parochiale. Die Vereinigten Staaten und Großbritannien sind demnach die besten Beispiele für gut entwickelte politische Kulturen. In späteren Werken thematisierte Verba jedoch auch kritisch den negativen Einfluss von sozialer Ungleichheit auf das politische System der USA.
„The civic culture is a mixed political culture. In it many individuals are active in politics, but there are also many who take the more passive role of subject.“ (Civic  Culture (1971), S 474)

## Auszeichnungen
Verba erhielt den Kammerer-Preis der APSA für das beste Buch über amerikanische Politik. Sein Buch „Der sich ändernde amerikanische Wähler“ gewann den Woodrow-Wilson-Preis für das beste Buch in der Staatswissenschaft. 1993 erhielt er den James-Madison-Preis der APSA, und 2002 wurde ihm der Johan-Skytte-Preis verliehen. Er war Mitglied der American Academy of Arts and Sciences (seit 1968), der National Academy of Sciences (seit 1983) und der American Philosophical Society (seit 2003).

## Werke
- Small Groups and Political Behavior. 1961
- The Civic Culture. 1963
- Caste, Race and Politics. 1969
- Vietnam and the Silent Majority. 1970
- Participation in America. 1972
- The Changing American Voter. 1976
- Injury to Insult. 1979
- Participation and Political Equality. 1979
- Equality in America. 1985
- Elites and the Idea of Equality. 1989
- Designing Social Inquiry. 1994
- Voice and Equality. 1995
- The Private Roots Of Public Action. 2001